# هاکوب موسس
هاکوب مؤسس (Հակոբ Մովսես (Հակոբ Մովսեսի Հակոբյան)؛ زادهٔ ۳ سپتامبر ۱۹۵۲) یک سیاست‌مدار، شاعر و مترجم اهل ارمنستان است که از تاریخ ۵ دسامبر ۱۹۹۱ تا تاریخ ۸ نوامبر ۱۹۹۶ در دولت گاگیگ هاروتیونیان، دولت خسرو هاروتیونیان و دولت هراند باگراتیان وزیر فرهنگ ارمنستان را برعهده داشت.

## زندگینامه
در ۳ سپتامبر ۱۹۵۲ در روستای سیزاوت، شهرستان غوکاسیان (استان شیراک) کنونی به دنیا آمد .